# Пруфлас

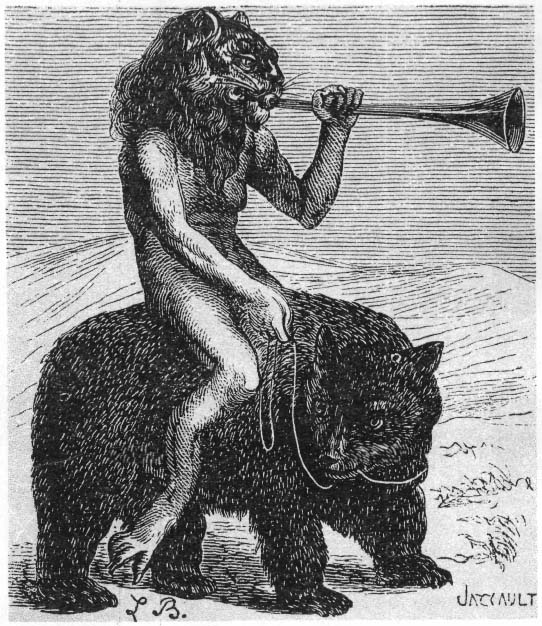

В демонологии, и в соответствии с «Pseudomonarchia Daemonum» Иоганна Вейера, Пруфлас является великим князем и герцогом Ада, и имеет двадцать шесть легионов демонов под своим командованием. Он разжигает и поощряет ссоры, раздоры и ложь, его никогда нельзя вызывать заклинаниями в какое-либо место, но если Пруфлас был вызван, он даёт щедрые ответы на вопросы мага.
Он изображается как пламя вне Вавилонской башни, которую он использует для проживания, а иногда его голову изображают в виде головы ястреба.
Этот демон не перечислен в списке Арс Гоетии Малого Ключа Соломона.
Другие варианты написания имени: Bufas.

## Упоминание в культуре
Пруфлас является персонажем в видеоигре «Ogre Battle 64». Пруфлас Уоттс — рыцарь Caliginous Order, предназначенный для освобождения «абсолютной власти» из храма Берта (англ. Temple of Berthe). Его убивают синие рыцари (англ. Blue Knights), группа персонажей, управляемых игроком.